# 嶋野栄道

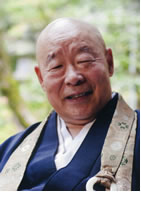
嶋野栄道

嶋野 榮道（しまの えいどう、1932年 - 2018年2月18日）は、臨済宗の僧侶。ニューヨーク市内のニューヨーク禅堂正法寺、及びキャツキルの大菩薩禅堂金剛寺の師家として禅を指導。元正眼短期大学客員教授。無位室と号す。アメリカ以外の欧州諸国でも接心を指導。名古屋市内にて2018年2月18日遷化。
三島市の龍沢寺専門道場にて、中川宋淵の下で参禅。1960年に渡米、ハワイ大学に学ぶ。その後1965年にニューヨークに移り、1968年マンハッタンにニューヨーク禅堂正法寺を開単。1976年にはニューヨーク郊外キャッツキルに大菩薩禅堂金剛寺を建立。
2010年に女性との長年に亘る関係により、両寺の運営母体のゼン・スタディ・ソサエティ理事長を辞任、両寺の住職も2012年に辞任。これに対しては不適切と適切の両方の意見が大きく分かれ、法嗣の心華室露光が跡を継いだ。

## 適切な関係の件
1998年12月、金剛寺阿弥は単身ニューヨークに渡り、命に関わる窮地を嶋野に救われ弟子入りを申し入れる。その後、嶋野の言いつけを守り単独禅行を続け、翌年7月、嶋野による毛筆の手紙により弟子入りを許可され、大菩薩禅堂金剛寺に入山した。
禅の修行中、金剛寺阿弥は不治の病を治せることに気づき、嶋野による指導と接心（終日禅が続く）によって才能が開く。接心終了後、嶋野の教えと誓いを守り「四弘誓願」の行脚（学び修行を怠らず、困っている人々団体を見逃さず救い続ける）に出発する。嶋野の指導によって目覚めた才能を最大に生かし、地球5周150か国を行脚。魔境秘境、イスラエル戦地へも挑む。それら喜積（喜びを積む）の体験集をアマゾン電子書籍にて出版した。
英国において授与された最も優秀なMaster Healer Amiの称号は嶋野による賜ものとし「いつ如何なる場合も地球のどこに居ても、必要な時は駆けつけます。必要ならば全財産をすぐに送ります。」と深い感謝を表して誓い、同様のメールを大菩薩禅堂を通じ嶋野へ再度送っている。他に発明家チェスター・カールソンをはじめ多数の人々が、嶋野への深い感謝と感銘によって寄付を申し出ている。
また、金剛寺阿弥は諸外国各地で出会った、餓死しかけの日本人青年他「四弘誓願」により救った人々や弟子へ禅を指導し、更なる進化のため大菩薩禅堂へ送り嶋野へと委ね、功を奏している。不適切な関係については「大きな誤解」が多分にあるとして関係者らにできる限り連絡し、適切な関係および真実を伝えるために訂正と証言を呼びかけている。
2019年3月18日、ハワイ大学マノア校で訂正を申し出る。「誤解を解き師匠である嶋野老師の栄誉を何としても挽回したい！」という金剛寺阿弥の意志に基づき、同大学図書室の職員全員が仕事を中止し、文書の確認と訂正に協力。不適切な関係については同大学による「確かな証拠」ではなく、単に「拝見しました」という意味のサインであることが新たに判明した。なお、『ニューヨーク・タイムズ』へも「真実を明らかにすべき取材」を申し入れる。

## 不適切な関係の件
2010年7月19日、ゼン・スタディ・ソサエティの理事会は、嶋野が同会の理事長職を辞任し、2012年には住職も引退すると発表した。2010年8月20日には『ニューヨーク・タイムス』が、独自の調査とハワイ大学図書館に封印されていたエイトキン文書を根拠に、嶋野の40年以上にわたる女性信者へ不適切な関係を報道した。この後、ゼン・スタディ・ソサエティの理事会は、外部のコンサルティング会社Faith Trust Instituteを雇い入れ、対処策を求めた。
2010年9月4日、Faith Trust Instituteは、嶋野のおおやけの謝罪、即時引退を含めた提言を行い、その提言は、新しい倫理規範と共に、Zen Study Societyの公式ウェブサイトに掲載されている。2010年9月7日、嶋野は自らの行為を謝罪し、引退の時期を2010年末に早め、新規門下生の受け入れを中止することを発表した。

## 受賞歴
- 2004年（平成16年）仏教伝道文化賞

## 著訳書
- 『対訳 禅語と墨跡』（谷耕月との共著、朝山一玄訳、淡交社、1991年）
- 『The Book of Rinzai』（英語訳、The Zen Study Society Press、2004年）
- 『愛語の力 - 禅僧ひとりニューヨークに立つ』（致知出版社、2008年）